# Born and Raised
Born and Raised är ett album av den amerikanska gitarristen John Mayer. Skivan kom ut den 22 maj 2012. Det innehåller även singeln "Shadow Days" som släpptes redan 27 februari. "Queen of California" blev den andra singeln och släpptes 13 augusti.

## Låtlista
Alla låtar är skrivna och komponerade av John Mayer. 
| Nr  | Titel                                     | Längd |
| --- | ----------------------------------------- | ----- |
| 1.  | Queen of California                       | 4:10  |
| 2.  | The Age of Worry                          | 2:38  |
| 3.  | Shadow Days                               | 3:53  |
| 4.  | Speak for Me                              | 3:45  |
| 5.  | Something Like Olivia                     | 3:01  |
| 6.  | Born and Raised                           | 4:48  |
| 7.  | If I Ever Get Around to Living            | 5:22  |
| 8.  | Love Is a Verb                            | 2:24  |
| 9.  | Walt Grace's Submarine Test, January 1967 | 5:08  |
| 10. | Whiskey, Whiskey, Whiskey                 | 4:39  |
| 11. | A Face to Call Home                       | 4:45  |
| 12. | Born and Raised (Reprise)                 | 2:01  |
| 13. | Fool to Love You (Bonus Track)            | 2:16  |